# Кабанильяс Гальяс, Пио
Пио Кабанильяс Гальяс (исп. Pío Cabanillas Gallas; 13 ноября 1923 — 10 октября 1991) — испанский юрист и государственный деятель. В 1974 году занимал пост министра информации и культуры Испании, а также пост министра юстиции с 31 августа 1981 по 3 декабря 1982 года.

## Биография

### Ранние годы
Пио Кабанильяс родился 13 ноября 1923 года в городе Понтеведра. Обучаясь сначала в Гранадском университете, а затем в Мадридском центральном университете, получает степень доктора по направлению «Право».

### Политическая карьера
28 февраля 1961 года он был назначен руководителем Техническо-правового консультативного бюро профсоюзов, а потом зачислен в ряды Государственного корпуса адвокатов.
Он работал заместителем министра информации и туризма в период правления Мануэля Фраги, будучи его протеже. Позже он был назначен министром информации и туризма в правительстве Карлоса Ариаса Наварро, в котором пытался расширить свободу прессы и провести другие либеральные реформы, основанные на «Духе 12 февраля». Однако, он был уволен со своего поста самим Франсиско Франко. Адвокат Хуан Мария Бандрес указал в своих мемуарах, что это было связано с показом фильма «Кузина Анхелика», вызвавшим большое недовольство испанцев. Его уход из министерства информации считался большим достижением для ультраконсерваторов из так называемого Бункера.
15 сентября 1976 Кабанильяс вместе с Хосе Марией де Ареильса основал правоцентристскую «Народную партию», позже присоединившейся к Союзу демократического центра.
Кабанильяс был назначен министром юстиции 31 августа 1981 года, заменив на этом посту Франсиско Фернандеса Ордоньеса. Его срок закончился, когда 3 декабря 1982 года министром юстиции был назначен Фернандо Ледесма Бартрет. В 1986 году Кабанильяс стал депутатом Европейского парламента от Народной партии, где работал до 1991 года.

### Смерть
Умер 10 октября 1991 года, в Мадриде от сердечного приступа.

## Семья
Женился на Марии Терезе Алонсо Гарсиа, от которой у него родился сын Пио Кабанильяс Алонсо — член Народной партии и официальный представитель правительства Испании (2000—2002).

## Награды
Большой крест ордена гражданских заслуг (1963)

 Большой крест ордена Святого Раймонда Пеньяфортского (1964)

 Большой крест ордена Сиснероса (1967)

 Медаль туристических заслуг (18 июля 1970)

 Большой крест ордена Альфонсо X Мудрого (1972)

 Большой крест ордена Карлоса III